# Apulia elongata
Apulia elongata är en insektsart som beskrevs av Victor Antoine Signoret 1854. Apulia elongata ingår i släktet Apulia och familjen dvärgstritar. Inga underarter finns listade i Catalogue of Life.